# United Somali Congress
United Somali Congress (USC) var en organisation i Somalia, där de flesta medlemmarna tillhörde Hawiyestammen. De förde krig mot diktatorn Siyaad Barre. Denna organisation tillsammans med andra rebellrörelser, som till exempel Somali National Movement (SNM) i norr, störtade Somalias tidigare regim. De tog över och kontrollerade Somalia under en stor del av 1990-talet. Därefter började inbördeskriget, liksom den svält det förde med sig, den svält som ännu finns kvar.
Efteråt splittrades USC i olika klangrenar. Landet splittrades i flera autonoma regioner, och många av ledarna i USC blev krigsherrar. Stora klankrig fördes mellan personer lojala mot United Somali Kongress och anhängare till krigsherrarnas ledare Ali Mahdi och Aidid. Kriget pågick i 6 månader i Mogadishu under 1993. Kriget var så fruktansvärt, att klaner lojala mot dessa krigsherrar förbjöd internationella organisationer att föra in mat, sanitära nödvändigheter och vatten till de drabbade medan inbördeskriget pågick. Tiotusentals människor dog, till största delen på grund av svält och sjukdomar. Därefter ingrep FN och USA för att hjälpa de drabbade.
Krigsherrarna har ännu inte ställts inför rätta. Somalia har inte upplevt fred sedan 1990, bortsett från den korta tid (7 månader) då de Islamiska Domstolarnas Union drev bort krigsherrarna från Somalia år 2006.
Organisationen USC finns inte längre kvar.